# Heute-show
 (novembre 2015).
Si vous disposez d'ouvrages ou d'articles de référence ou si vous connaissez des sites web de qualité traitant du thème abordé ici, merci de compléter l'article en donnant les références utiles à sa vérifiabilité et en les liant à la section « Notes et références ».
Heute-show est une émission télévisée satirique allemande, diffusée sur la chaîne ZDF. Elle est conçue dans le style d'un journal télévisé avec des parodies de politiques et d'autres sujets d'actualité. La Heute-show est une adaptation du Daily Show.